# Monte Serradero
El Serradero (1.495 m) es un pico situado en la Sierra de Moncalvillo, al noroeste de la sierra de Cameros, en el Sistema Ibérico riojano. Este sistema de cumbres redondeadas, peladas en tiempos pasados para obtener pastos durante la trashumancia. Está situado junto al pico Neveras al este y al sur junto al Monte de Roñas, aunque es muy difícil marcar exactamente el límite con uno y otro.

## Entorno
Varias pistas y sendas nos conducen hasta los distintos municipios que, a un lado y otro de Serradero se reparten su territorio: Anguiano, Pedroso (La Rioja), Castroviejo, Ledesma de la Cogolla, Daroca de Rioja y Santa Coloma en el valle del Najerilla, y Nieva de Cameros, Torrecilla en Cameros, Nestares de Cameros y Viguera, en el valle del Iregua.
Sus formidables vistas a uno y otro lado, destacando las del pantano de Ortigosa o el pico de San Lorenzo, sus ricas y abundantes aguas, sus variadas flora y fauna, y las escarpadas laderas, hacen que cada año lo visiten cientos de senderistas, así como ciclistas. La caza es también importante en estos montes, destacando los ciervos y jabalíes que los transitan, o la perdiz, el conejo, y el paso de la torcaz, en caza menor.
Son destacables los neveros de Serradero, repartidos la mayoría a lo largo de la gran altiplanicie que forma su cumbre. Hoyos naturales, algunos muy profundos y probablemente producidos por efecto kárstico, en los que la nieve arrastrada por las ventiscas se acumula durante el invierno (Buenos ejemplos se encuentran en los términos de Anguiano , Torrecilla y Pedroso).